# Konstruktivismus

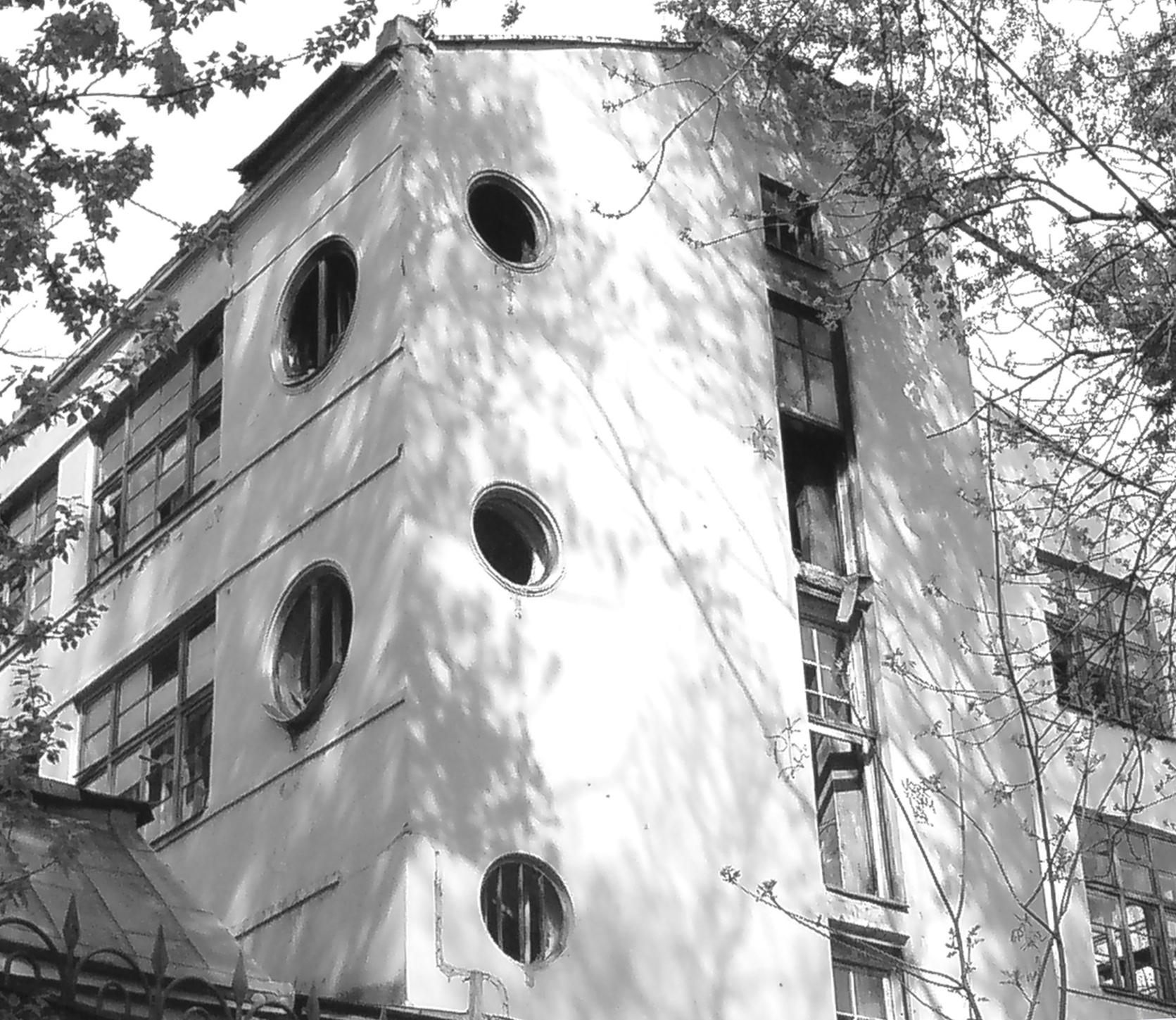
Budova postavená podle návrhu El Lisického, kterou využívala redakce časopisu Ogoňok

Konstruktivismus byl název pro architektonické a umělecké hnutí, které se rozšířilo zejména v Rusku po Říjnové revoluci 1917 až do počátku 30. let. Jednu větev konstruktivismu založil „Realistický manifest“ A. Pevsnera a N. Gabo, druhou tvořili „produktivisté“ jako Alexandr Rodčenko, Varvara Stěpanova a Vladimir Tatlin.
Směr zdůrazňoval technickou dokonalost a krásu hmoty, účelnost stavby a odmítal každý luxus. Prolínal se s raným funkcionalismem. Na rozdíl od něj dává větší důraz na dynamismus (vertikalita konstrukcí, diagonály).

## Umělci
- Richard Paul Lohse (1902–1988)
- Ella Bergmann-Michel (1896–1971)
- Naum Gabo (1890–1977)
- Gustav Klutsis (1895–1938)
- El Lisickij (1890–1941)
- Vadim Meller (1884–1962)
- Victor Pasmore (1908–1998)
- Antoine Pevsner (1886–1962)
- Ljubov Popovová (1889–1924)
- Manuel Rendón Seminario (1894–1982)
- Oskar Schlemmer (1888–1943)
- Varvara Stepanova (1894–1958)
- Vladimir Tatlin (1885–1953)
- Joaquin Torres Garcia (1874–1949)
- Vasyl Jermylov (1894–1967)
- Alexandr Vesnin (1883–1957)

### Architekti
- Konstantin Melnikov (1890–1974)
- Vladimir Šuchov (1853–1939)

Architekti v českých zemích
- Karel Řepa
- František Kyncl
- Adolf Foehr

## Fotografie a fotomontáž
Konstruktivisté byli průkopníci techniky fotografické montáže. Díla Gustava Klutsise Dynamické Město a Lenin a elektrifikace (1919–1920) jsou prvním příkladem tohoto způsobu montáže, která měla společné rysy s dadaistickými kolážemi, které spojovaly zpravodajské fotografie a malbu. Nicméně konstruktivistické fotomontáže byly méně 'destruktivní' než dadaistické. Snad nejslavnější z nich byl Rodčenkovy ilustrační montáže k Majakovského básni O tom.
Sovětský časopis LEF (Левый фронт искусств, Levá fronta umění) pomohl popularizovat osobitý styl fotografie, zahrnující ostré úhly a kontrasty, abstraktní použití světla, které se vyrovnaly pracím László Moholyho-Nagye v Německu a předním lídrům v této oblasti, spolu s Rodčenkem, Borisem Ignatovičem a Maxem Pensonem a mnoho dalších. Také sdílel mnoho charakteristických znaků s raným dokumentárním hnutím. Zatímco LEF produkoval architektonickou odnož, skupinu OSA vedli Alexander Vesnin a Moisei Ginzburg – více informací viz konstruktivistická architektura.
Konstruktivisté využívali pohybovou neostrost pro vyjádření rychlosti.

### České země
- Jaroslav Rössler (1902–1990)
- Karel Kašpařík
- František Čermák (fotograf)
- Vladimír Hnízdo
- Helmar Lerský

### Zahraničí
- Alexandr Rodčenko (1891–1956)
- László Moholy-Nagy (1895–1946)
- Wladyslaw Bednarczuk
- Károly Escher